# Castello di Scipione
Il castello di Scipione, noto anche come Castello Pallavicino, è un maniero medievale che sorge nella piccola frazione di Scipione Castello, appartenente al comune di Salsomaggiore Terme, in provincia di Parma.

## Storia
L'originario castello fu innalzato da Adalberto Pallavicino nel 1025, sui resti, secondo la tradizione, di una villa romana appartenuta al console Gneo Cornelio Scipione Calvo, zio di Publio Cornelio; in posizione sopraelevata, la fortezza garantiva un importante presidio lungo la via del sale, i cui pozzi di estrazione sorgevano in zona già da millenni.
Nel 1145 il Comune di Piacenza investì Oberto Pallavicino del castello di Scipione, che dal 1221 appartenne al ramo del marchese Manfredo; i Pallavicino si arricchirono notevolmente grazie al controllo dell'estrazione del sale, di cui divennero i maggiori produttori della regione, grazie anche all'apertura di nuovi pozzi nella vicina vallata di Salsomaggiore; l'importanza raggiunta dal maniero quale baricentro del commercio della preziosa risorsa, utilizzata all'epoca anche per la conservazione dei cibi, ne determinò all'epoca la denominazione di "Castello del Sale".
Nel 1267 la fortezza fu attaccata dai guelfi piacentini, senza successo; successivamente subì altri assalti nel 1403 da parte delle famiglie dei Rossi e dei Da Correggio; nel 1407 Ottobuono de' Terzi riuscì ad impossessarsi del castello, che restituì ai Pallavicino solo in seguito alla cessione di Borgo San Donnino per Cortemaggiore. Il maniero, profondamente danneggiato, pervenne nel 1447 ai fratelli Lodovico e Giovanni Pallavicino, che ne avviarono la ricostruzione e la fortificazione, per adeguarlo alle nuove esigenze di difesa; fu innalzata allora la torre circolare in corrispondenza dello spigolo meridionale, mentre furono abbassate e rinforzate le mura e fu scavato un fossato più profondo.
Intorno alla metà del XVII secolo il castello fu trasformato in elegante dimora nobiliare, con l'edificazione del loggiato panoramico, l'apertura del portale d'ingresso al cortile d'onore e la decorazione di numerose sale interne.
Nel 1776 si estinse il ramo dei Pallavicino di Scipione, con Dorotea, che sposò il duca Carlo Sforza Fogliani d'Aragona; i loro discendenti occuparono il castello fino agli inizi del XX secolo, quando la stirpe si dissolse con Clelia Sforza Fogliani d'Aragona, che si coniugò con il marchese Pallavicino di Parma ma non ebbe figli; poco prima della sua scomparsa, la nobildonna donò il castello all'Opera Nazionale Orfani di Guerra, che lo utilizzò quale colonia agricola per gli orfani della prima guerra mondiale.
Durante la seconda guerra mondiale, tra il 1940 e il 1943, la fortezza fu trasformata in campo di internamento per stranieri nemici, in particolare sloveni e dalmati, oltre che per prigionieri politici, arrivando a contenere fino a 173 persone nel luglio del 1943. Vi furono internati anche una quindicina di profughi ebrei. Dopo l'armistizio dell'8 settembre 1943, la destinazione del campo mutò radicalmente; il castello fu utilizzato come uno dei campi di concentramento della Repubblica Sociale Italiana per radunarvi gli ebrei arrestati nella Provincia di Parma prima della deportazione definitiva verso i lager nazisti in Germania.
Dopo alcuni anni di abbandono, nel 1969 il maniero fu acquistato dal conte Christian Frederik Pier von Holstein, che ne fece dono alla moglie Maria Luisa Pallavicino, discendente del ramo di Zibello dell'antica stirpe; negli anni successivi furono avviati i primi lavori di restauro, che interessarono i principali ambienti della grande struttura, che nel 2008 fu parzialmente aperta al pubblico. Nel 2011 iniziarono a cura dei proprietari altri interventi di ripristino e consolidamento, che coinvolsero l'ala nord-ovest, la torre quadrata, una porzione dell'edificio sul retro dell'antico ponte levatoio e le scuderie; l'opera consentì il recupero di varie sale decorate ed affrescate, che l'anno seguente si aggiunsero a quelle già visitabili in precedenza; la torre di guardia e la sala adiacente all'antico ingresso del castello furono inoltre adibite a piccolo residence di lusso, con due suite attrezzate.

## Descrizione

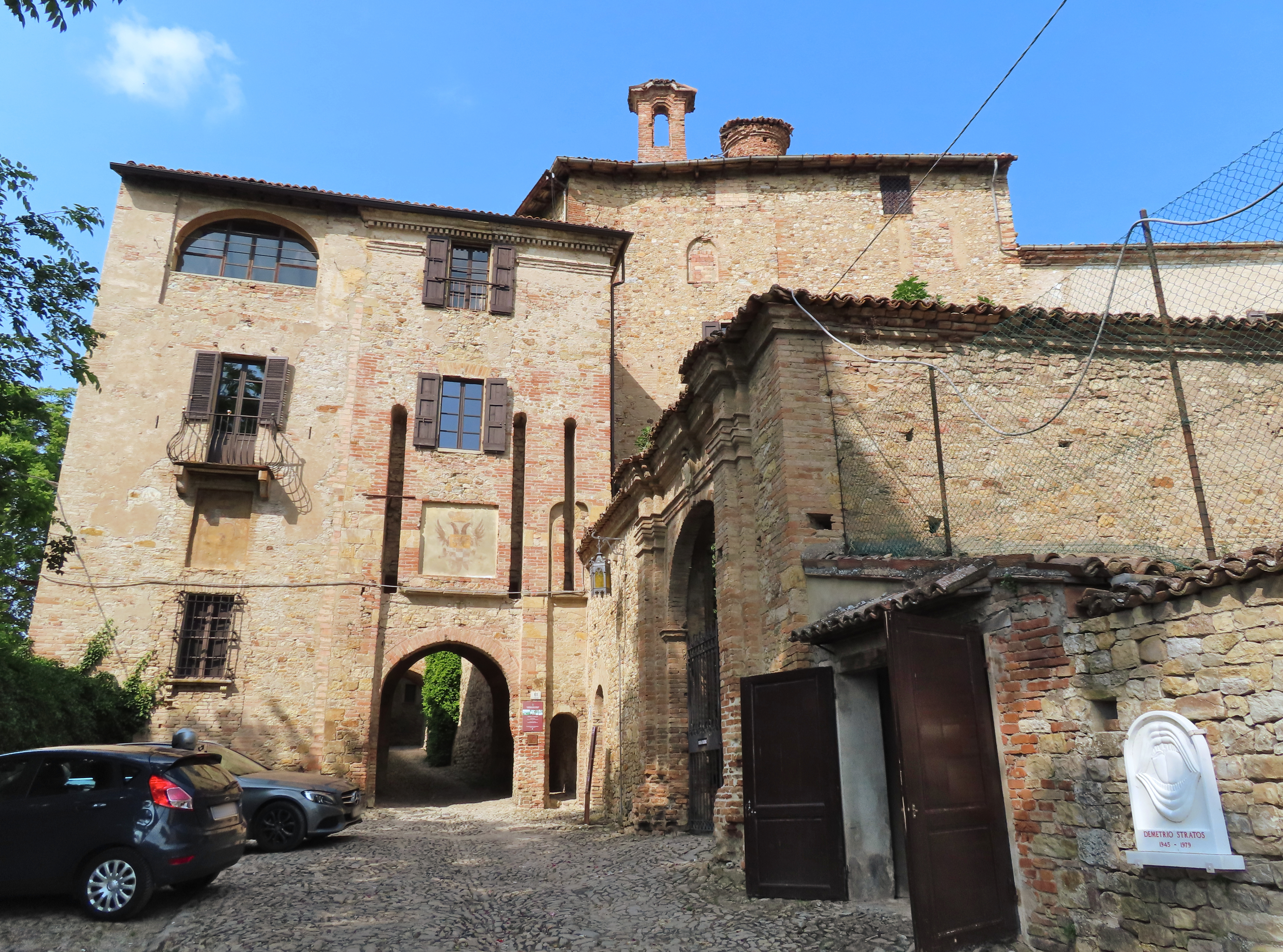
Torre sud-ovest e lato sud

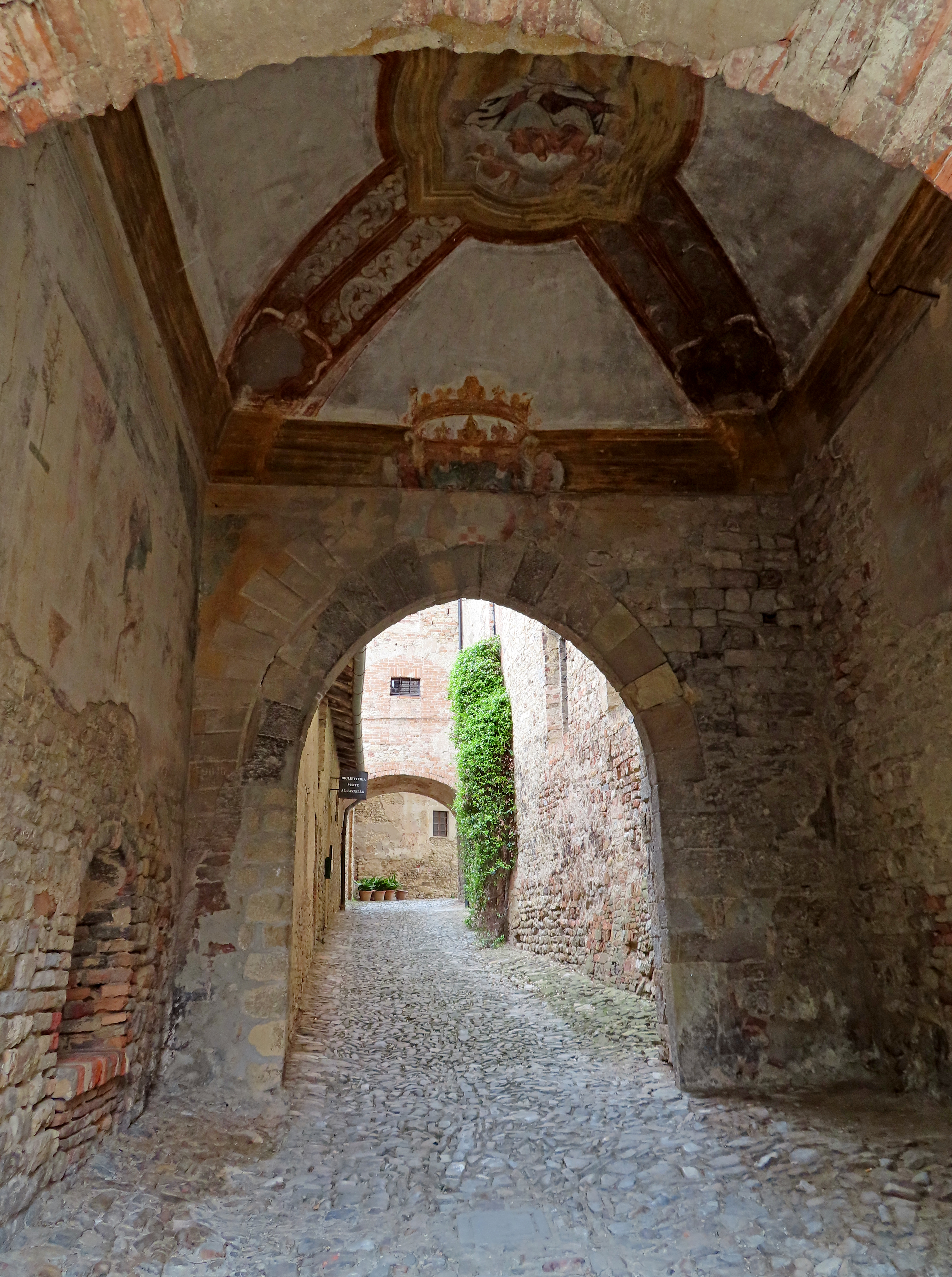
Androne della torre sud-ovest

Il castello in pietra, frutto di modifiche ed aggiunte nei secoli, si sviluppa su una pianta articolata in continuità con il piccolo borgo medievale, che si estende lungo il pendio della collina; il maniero è dotato di due cortili, tra cui quello principale, d'onore, prossimo all'ingresso seicentesco, oltre alla terrazza panoramica con il porticato angolare, in adiacenza allo spigolo meridionale del complesso.
Dal borgo si accede all'antico torrione in origine adibito ad ingresso del castello, su cui campeggia, fra le alte fessure che un tempo ospitavano i bolzoni del ponte levatoio, un affresco raffigurante un'aquila bicipite incoronata, stemma dei marchesi Pallavicino; la volta al suo interno è decorata con dipinti rappresentanti l'Apparizione della Madonna a San Carlo e Santa Maria Assunta, oltre all'emblema della nobile stirpe.
In corrispondenza dello spigolo settentrionale del castello, si innalza una torre a pianta quadrata, addossata all'ala nord del castello, recuperata durante i restauri più recenti.

### Cortile d'Onore

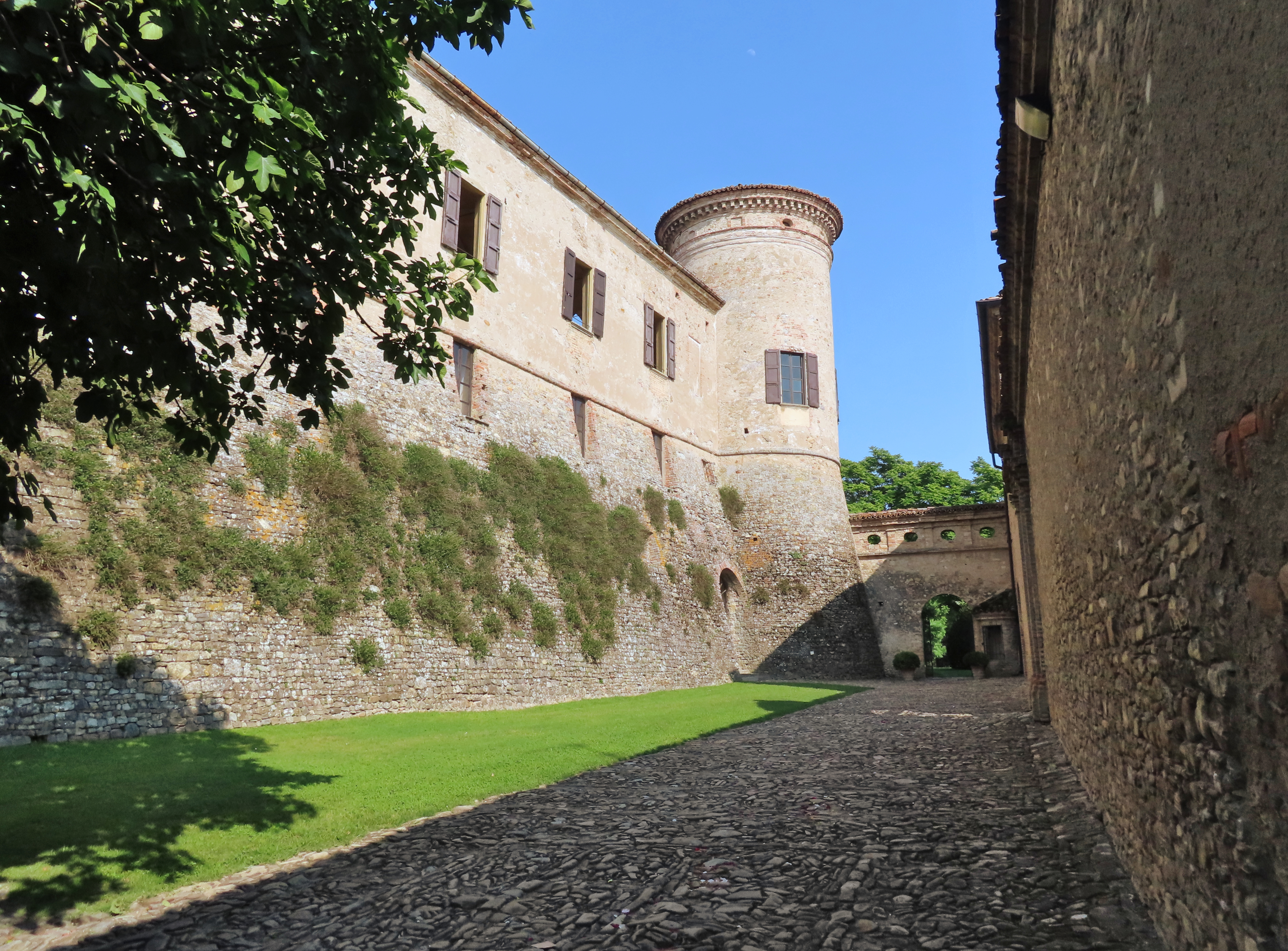
Cortile d'Onore

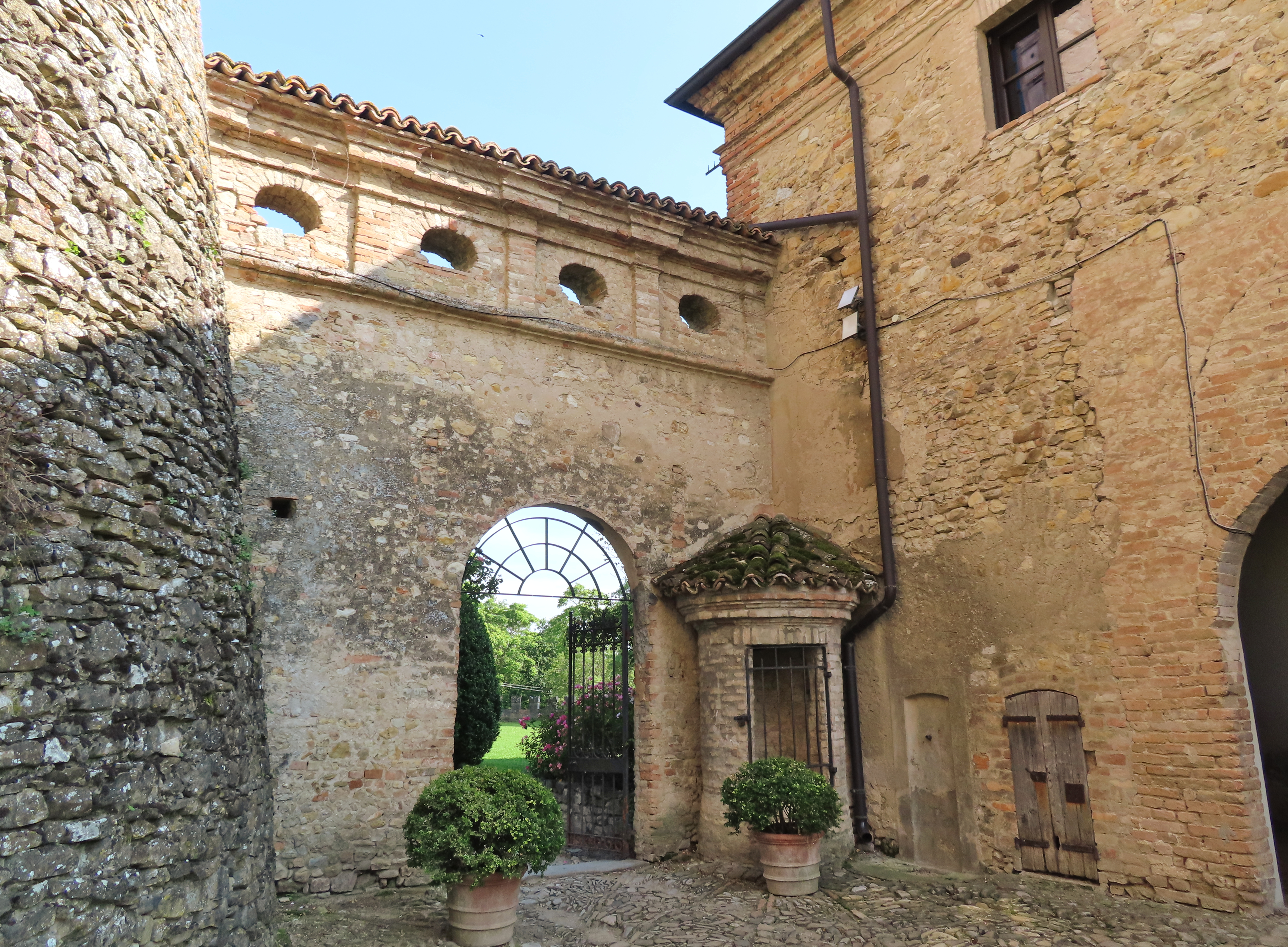
Portale d'ingresso al giardino e pozzo del Cortile d'Onore

All'esterno dell'originario torrione d'ingresso, nell'alto muro di destra si apre l'elegante portale d'accesso ad arco, realizzato in epoca seicentesca, che, sormontato dallo stemma in pietra della famiglia, conduce direttamente al Cortile d'Onore.
Al centro del lato sud di quest'ultimo, un portale ad arco collega direttamente il castello con la canonica e la chiesa di San Silvestro, mentre sullo spigolo è posizionato l'antico pozzo racchiuso da una struttura cilindrica in mattoni.
Sul cortile si affaccia la fronte sud-occidentale del maniero, caratterizzata dal marcato andamento a scarpa della muratura, elevata nel XV secolo per esigenze di difesa; risultano ancora visibili, seppur inglobati nella parete, il mastio e gli antichi merli ghibellini che originariamente coronavano le pareti perimetrali della fortezza.

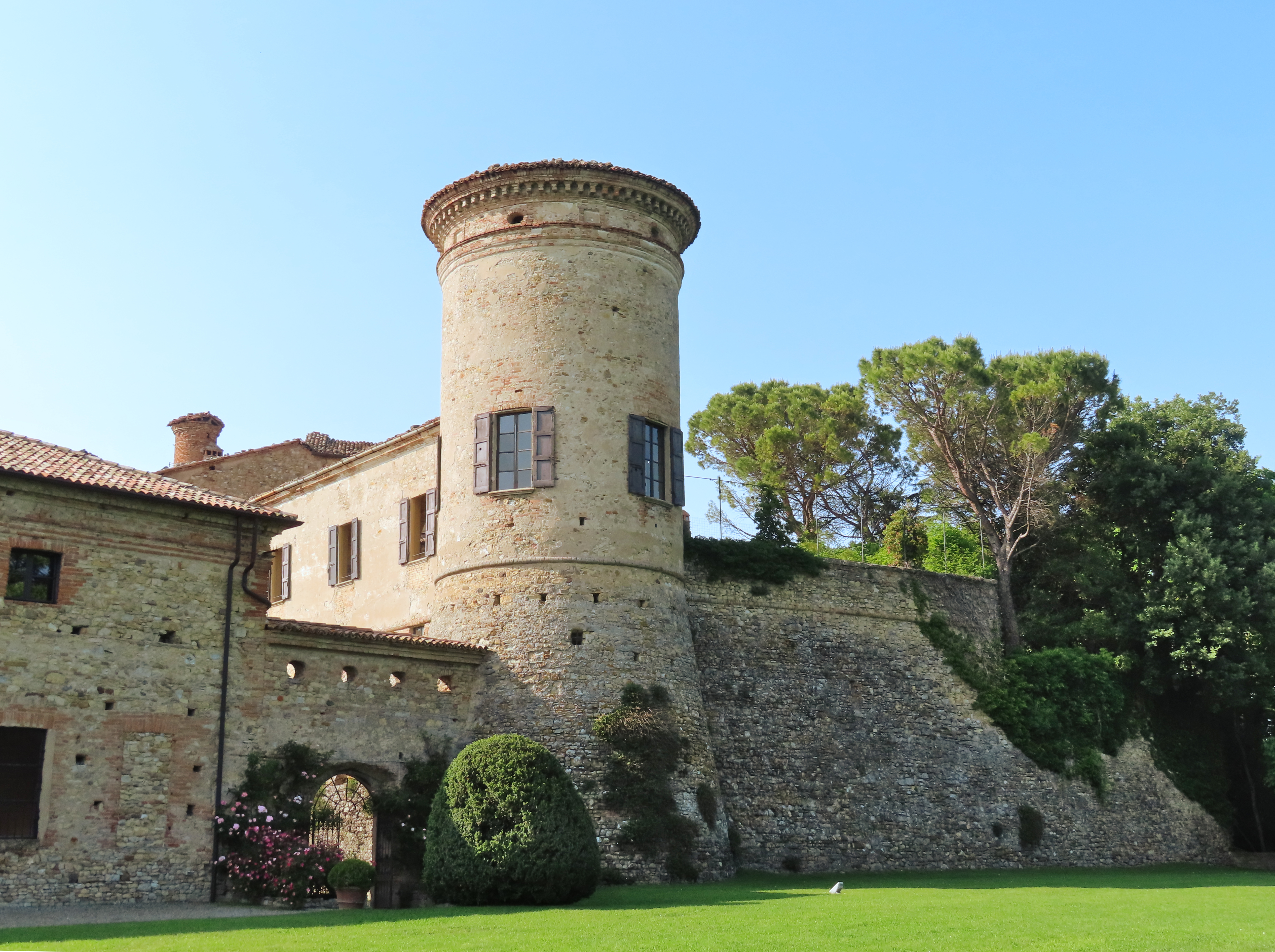
Torre sud-est

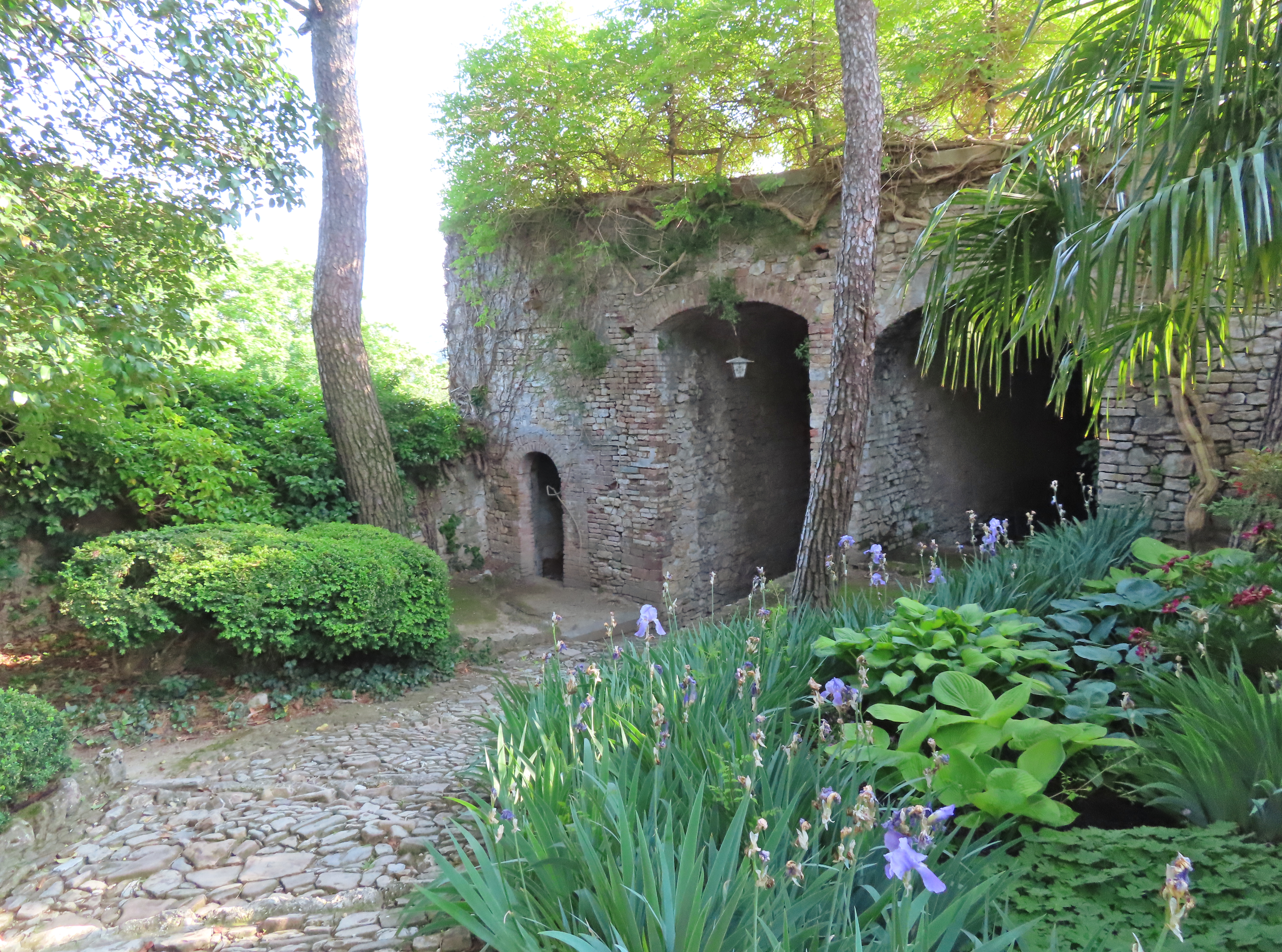
Scalinata dei cavalli e giardino segreto

In corrispondenza dello spigolo meridionale del castello, si innalza una torre di forma cilindrica, detta "Piacentina", anch'essa edificata intorno alla metà del XV secolo. Accanto ad essa, si apre un ampio portale d'epoca medievale, al cui interno è collocato l'androne del castello; da esso prende origine la scenografica Scalinata dei Cavalli, interamente in pietra, che unisce il Cortile d'Onore al giardino segreto posto alle spalle del castello. Sul lato destro, al di sotto di un affresco raffigurante, fra gli stemmi dei Pallavicino e dei Visconti, un ovale con Compianto sul Cristo morto, si accede alla torre circolare, al cui interno sono ancora presenti le antiche prigioni del castello, raggiungibili attraverso una scala a chiocciola. Di fronte si innalza uno scalone in pietra, che conduce agli ambienti interni del maniero.

### Sale interne

#### Galleria degli Antenati
Il grande corridoio d'ingresso, aperto sulla vallata attraverso una serie di finestre, in origine costituiva uno dei camminamenti della fortezza medievale; nel corso del XVII secolo, in occasione dei lavori di trasformazione del castello in dimora nobiliare, l'ambiente fu trasformato in elegante galleria coperta da volte a crociera, culminante in una piccola cappella, oggi con altare settecentesco. La lunga parete nord è arricchita da numerosi ritratti di membri illustri della stirpe Pallavicino, appartenenti ai rami di Scipione, Zibello e Busseto.

#### Salotto Blu
L'ambiente, caratterizzato dalla colorazione nelle sfumature del blu che contraddistingue le stoffe e le pareti, è ricoperto da una volta a botte, al cui centro è collocato un piccolo affresco seicentesco, raffigurante Giove e Ganimede, incorniciato da elaborati stucchi azzurri barocchi, inquadrati a loro volta all'interno di una decorazione settecentesca.
La sala è inoltre arricchita da pregiati arredi antichi e da una collezione di porcellane settecentesche ed ottocentesche.

#### Sala delle Armi
Il severo ambiente, in origine dedicato a sala delle armi del maniero, è caratterizzato dalla scarsità di decorazioni ed arredi; vi si trova, oltre ad un piccolo cannone ed alcune baionette del XIX secolo, una pregevole panca intagliata di origine cinquecentesca.

#### Sala da Pranzo imbandita "alla russa"
L'ambiente, aperto attraverso alcune finestre sulla scala che conduce al primo piano, non costituiva in origine la sala da pranzo del castello, ma è oggi caratterizzato dalla presenza di una grande tavola apparecchiata con pregiati servizi secondo la moda che si diffuse nel corso del XIX secolo, detta "alla russa", che indica la successione delle portate ancora diffusa in epoca odierna.

#### Sala da Pranzo Rossa
Al primo piano, dopo aver attraversato un atrio ricoperto con un soffitto a travetti lignei dipinti a volute, risalente al XVII secolo, si accede alla Sala da Pranzo Rossa; l'ambiente, caratterizzato dalla vivissima colorazione rossa delle pareti, delle stoffe e del grande tappeto che ricopre il pavimento, costituisce la sala da pranzo del castello dal XVIII secolo, ma il camino in pietra scolpita e il soffitto in legno risalgono al XVI secolo.

#### Salone Giallo
L'ambiente, caratterizzato dalla colorazione gialla delle pareti, si distingue per il pregevole soffitto a cassettoni del XVII secolo, interamente dipinto con motivi a volute e floreali. La sala è inoltre arricchita dal camino seicentesco in marmo rosso di Verona, sul cui pannello sono raffigurati gli stemmi della marchesa Maria Luisa Pallavicino e del conte Christian Frederik Pier von Holstein.

#### Salottino del Diavolo
Il piccolo ambiente, collocato all'interno del mastio medievale, fu trasformato in elegante salottino o boudoir forse già nella seconda metà del XVI secolo, epoca alla quale risalgono gli affreschi che decorano le lunette sottese dalle volte ad ombrello di copertura; i dipinti, di autore ignoto, raffigurano una serie di scene, di significato ancora in parte incerto: una Figura femminile in trono con, sullo sfondo, una città (probabilmente Busseto); un uomo con due cani che si avvicina a tre ragazze, interpretato come il Mito di Diana e Atteone oppure il Giudizio di Paride; una Veduta del castello di Scipione; il Ratto di Europa; il Ratto di Elena.
Il resto dei muri ed il soffitto sono invece interamente decorati con affreschi risalenti al XVIII secolo; mentre sulla volta sono rappresentate volute dai tratti barocchi, le pareti raffigurano grandi trompe-l'œil di paesaggi intervallati da colonne corinzie in marmo rosso; uno dei pannelli ritrae due fauni che raccolgono delle pere su un albero, probabilmente interpretati erroneamente come diavoli in epoca successiva alla decorazione. I dipinti ricoprono anche una piccola porta in legno, che dà accesso ad una ripida scala a chiocciola medievale, utilizzata in origine come via di fuga verso l'esterno dal mastio.

#### Corridoio di Santa Barbara
L'ambiente, ricoperto da una volta a botte lunettata, si conclude ad una estremità con le scale più antiche del maniero; vi si conservano alcune tracce di antichi affreschi, tra cui un ovale con il volto di Santa Barbara al centro degli archi che suddividono le due rampe, una coppia seicentesca di Putti su un voltino e la Lastra tombale di Giovanni Pallavicino di Scipione, scomparso nel 1478; un'epigrafe tombale del 1510 è infine rappresentata sul lato di fronte.

#### Biblioteca
L'ambiente si distingue per il soffitto a travetti lignei del XVII secolo, interamente dipinto con motivi damascati.

#### Sale dell'ala nord
L'ala nord ospita due sale che presentano ancora tracce degli affreschi trecenteschi di decorazione dei soffitti, che raffigurano, all'interno di motivi geometrici, stemmi dei Pallavicino, animali ed intrecci vegetali.
Di particolare rilievo risulta inoltre il salone seicentesco, arricchito dai maestosi stucchi sopra il camino che incorniciano un dipinto con tre putti che giocano; in sommità, appena al di sotto del soffitto a cassettoni lignei, è inoltre presente un alto fregio ad affresco che corre lungo le pareti, raffigurante otto distinte scene di carattere sacro e profano.

### Loggiato

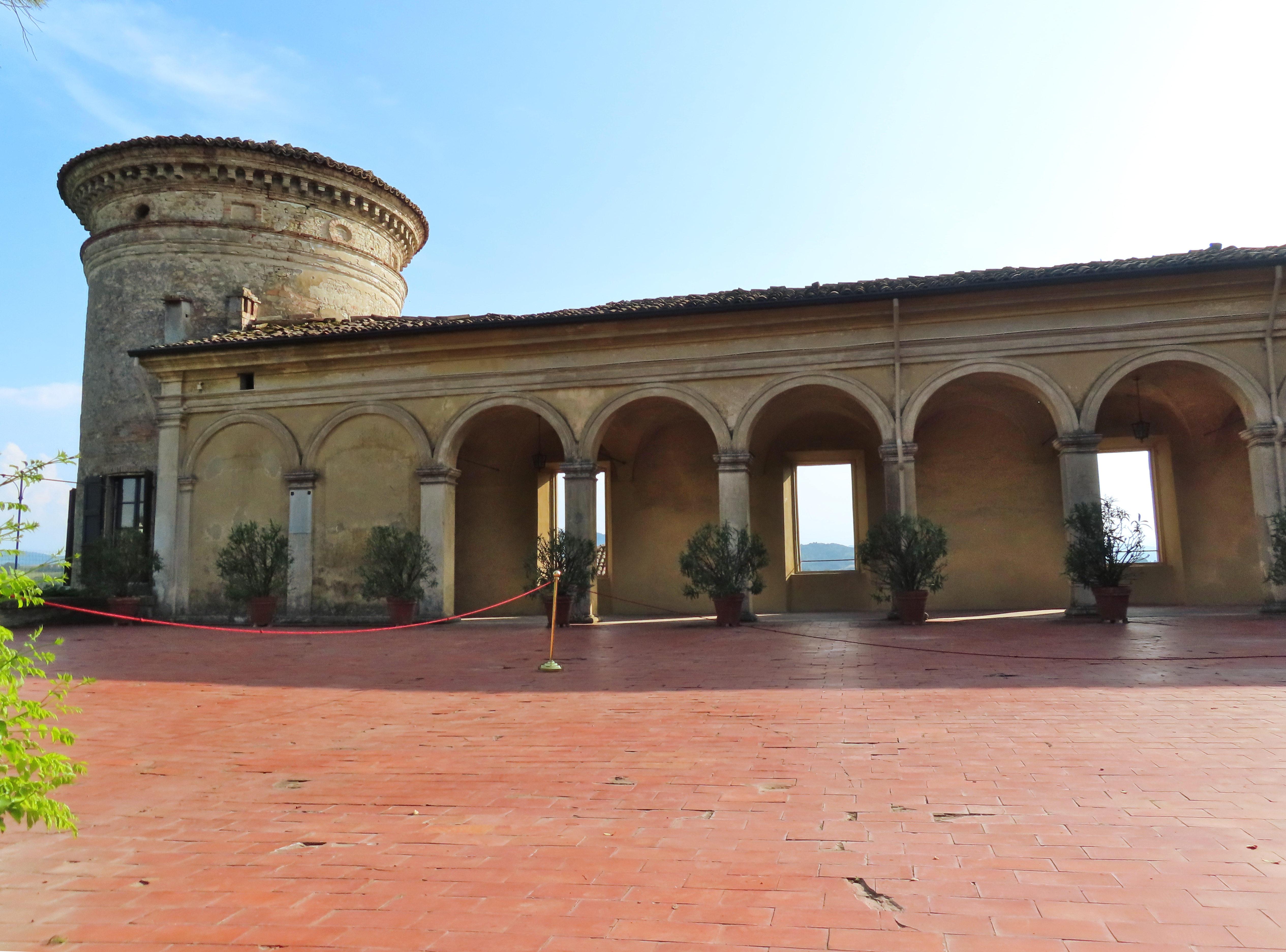
Torre sud-est e lato sud del loggiato

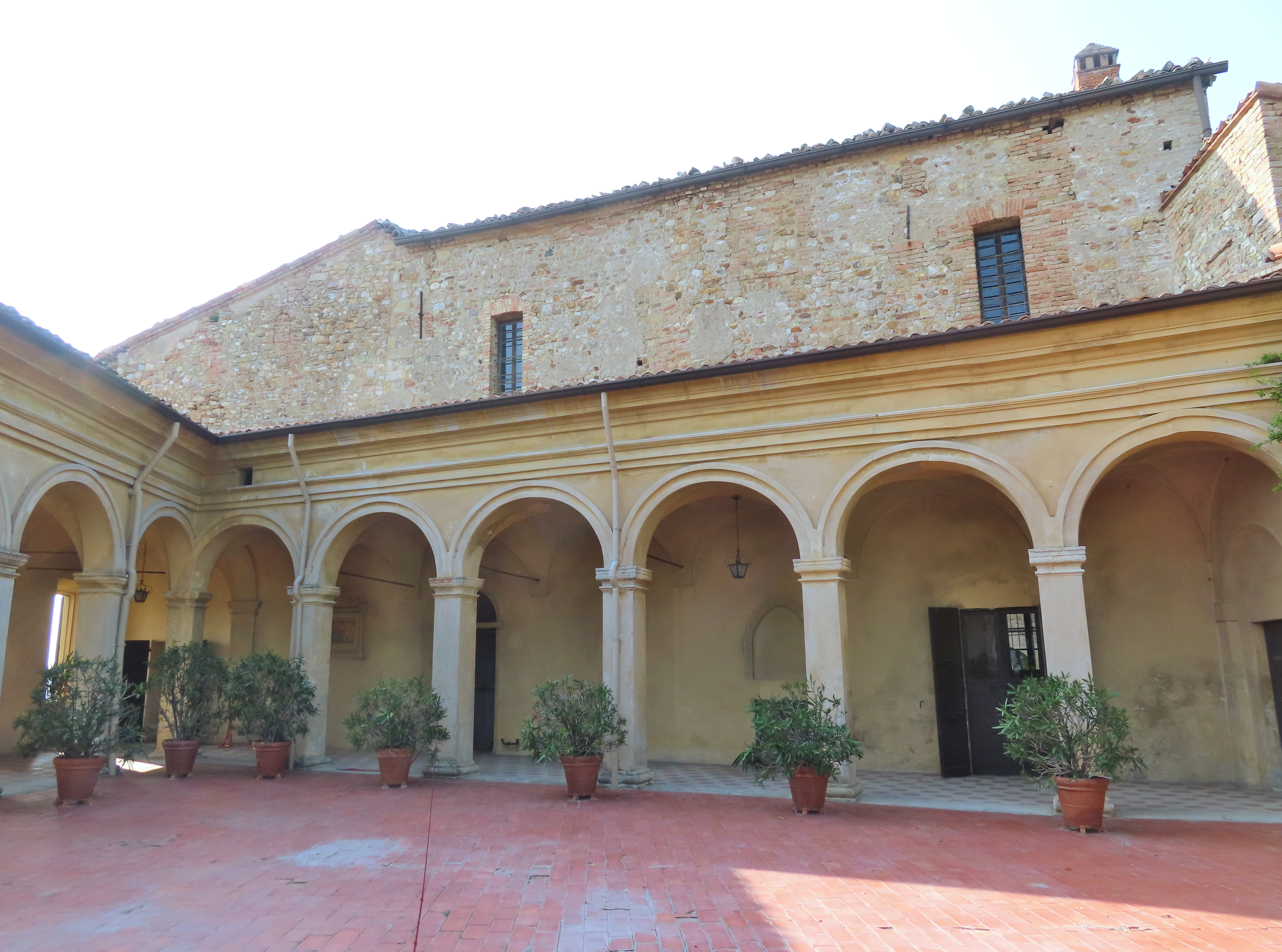
Lato est del loggiato

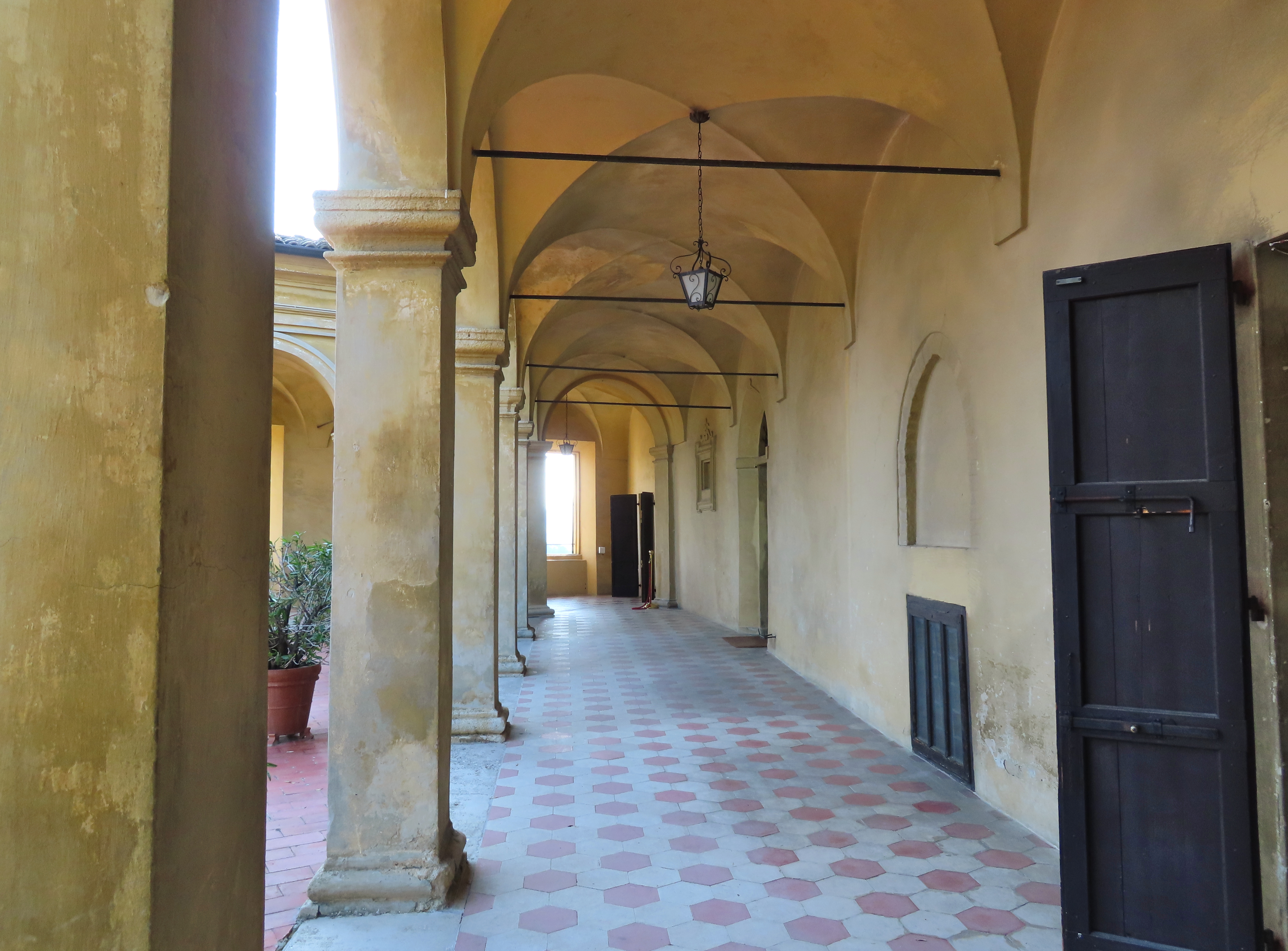
Lato est del loggiato

Sul margine meridionale del castello si apre il notevole loggiato seicentesco, caratterizzato dal porticato intonacato ad archi a tutto sesto che si sviluppa ad angolo su due lati; l'ampia terrazza, sostenuta dalle alte mura a scarpa, consente di ammirare un pregevole panorama sulla vallata sottostante, mentre sul fianco orientale dà accesso alla Scalinata dei Cavalli, che conduce al giardino segreto, ricco di piante ad alto fusto oltre a roseti ed iris.
Il loggiato si conclude a sud con l'ultimo livello della torre cilindrica, al cui interno si apre un salottino a pianta circolare ricoperto da una volta ad ombrello.

### Percorso di visita
Il castello è aperto al pubblico dal 2008 e fa parte del circuito dei castelli dell'Associazione dei Castelli del Ducato di Parma, Piacenza e Pontremoli.
Risultano visitabili, oltre all'antico ingresso e al Cortile d'Onore, la Galleria degli Antenati, il Salotto Blu, la Sala delle Armi, la Sala da Pranzo imbandita "alla russa", la Sala da Pranzo Rossa, il Salone Giallo, il Salottino del Diavolo, il Corridoio di Santa Barbara, la biblioteca, il loggiato panoramico e le sale dell'ala nord.